# Faragó József (színművész)
Faragó József (1953. augusztus 17. –) magyar színész, szinkronrendező.

## Életpálya
Színészcsaládba született. Nagyszülei: Sugár Lajos és Singer Margit, valamint édesanyja Sugár Sári és később nővére Faragó Sári is, valamennyien színészek voltak. 1977-ben a Színház- és Filmművészeti Főiskolán színészként végzett Kazimir Károly osztályában. Először a Veszprémi Petőfi Színház szerződtette, majd 1978–1980-ban a Vidám Színpad tagja volt. Ezután három évadot ismét Veszprémben töltött, 1983-tól a Népszínházban játszott. 1991 óta szabadfoglalkozású színművész. Alkatának leginkább a vígjátéki figurák felelnek meg. Hosszú évek óta elsősorban szinkronrendezőként dolgozik, de rendszeresen szinkronizál is. Felesége Ősi Ildikó színésznő.

## Fontosabb színházi szerepei
- Lágyszívű kántor (Petőfi Sándor: A helység kalapácsa)
- Philip (George Bernard Shaw: Sosem lehet tudni)
- Henry (Kálmán Imre: A montmartre-i ibolya)
- Iván (Valentyin Petrovics Katajev - Aldobolyi Nagy György: Bolond vasárnap)
- Rudi (Csurka István: Házmestersirató)
- Pálos Feri (Raffai Sarolta: Egyszál magam)
- Miska (Szigligeti Ede: A mma)
- Csóti Gábor (Lengyel Menyhért: Róza néni)
- Doktor úr (Maróti Lajos: Egy válás története)
- Dani kacsa (Csukás István: Ágacska)
- Igazgató (Dunai Ferenc: A nadrág)
- Rettegi Fridolin (Franz von Schönthan - Paul von Schönthan - Kellér Dezső – Horváth Jenő – Szenes Iván: A szabin nők elrablása)
- dr. Szakolczay Bálint (Heltai Jenő: Naftalin)
- Balázs József (Szirmai Albert: Rinaldo gróf)

## Filmek, tv
- Periférián
- Istenek és hősök
- Menni vagy nem menni?[1]
- Mednyánszky (1978)
- A Zebegényiek (1978)
- A bikafejü szörnyeteg (1988)
- Família Kft. (sorozat) A talizmán című rész (1992)
- Szemembe megy a bánat (1993)
- Frici, a vállalkozó szellem (sorozat) 23. rész (1993)
- Kisváros (sorozat) Nyakék című rész (1995)
- Szomszédok (sorozat) 72. rész (1990); 111. rész (1991); 157. rész (1993); 216. rész (1995); 291. rész (1998); 294. rész (1998); 311. rész (1999)
- Halálkeringő (2010)